# لوساجيوغ (آراغاتسوتن)
مدينة لوساجيوغ (بالإنجليزية: Lusagyugh)‏ هي إحدى المدن التابعة لمقاطعة آراغاتسوتن في أرمينيا. يقدر عدد سكانها بـ 936 نسمة حسب الإحصاء الذي جرى عام 2011.

## معرض صور

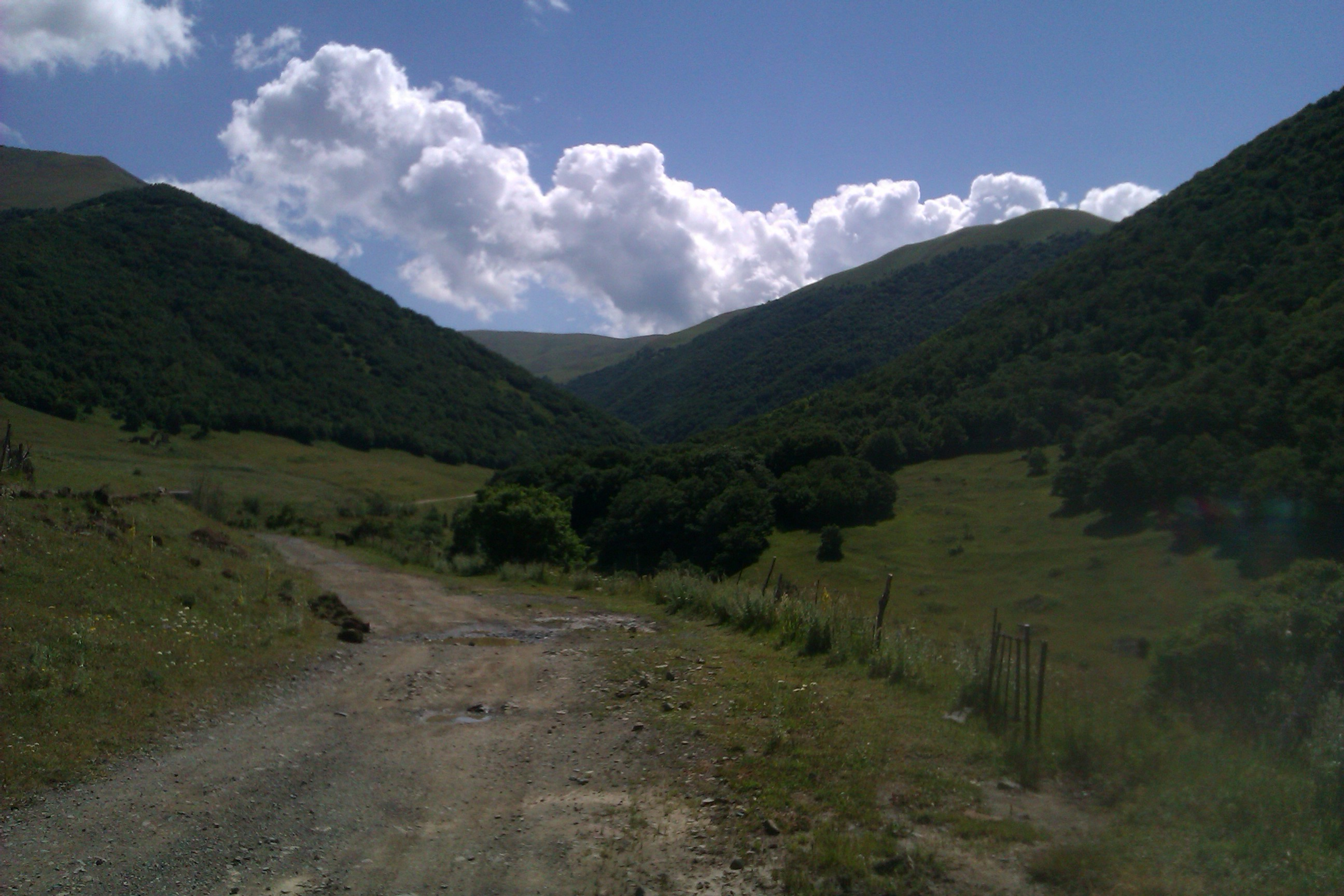
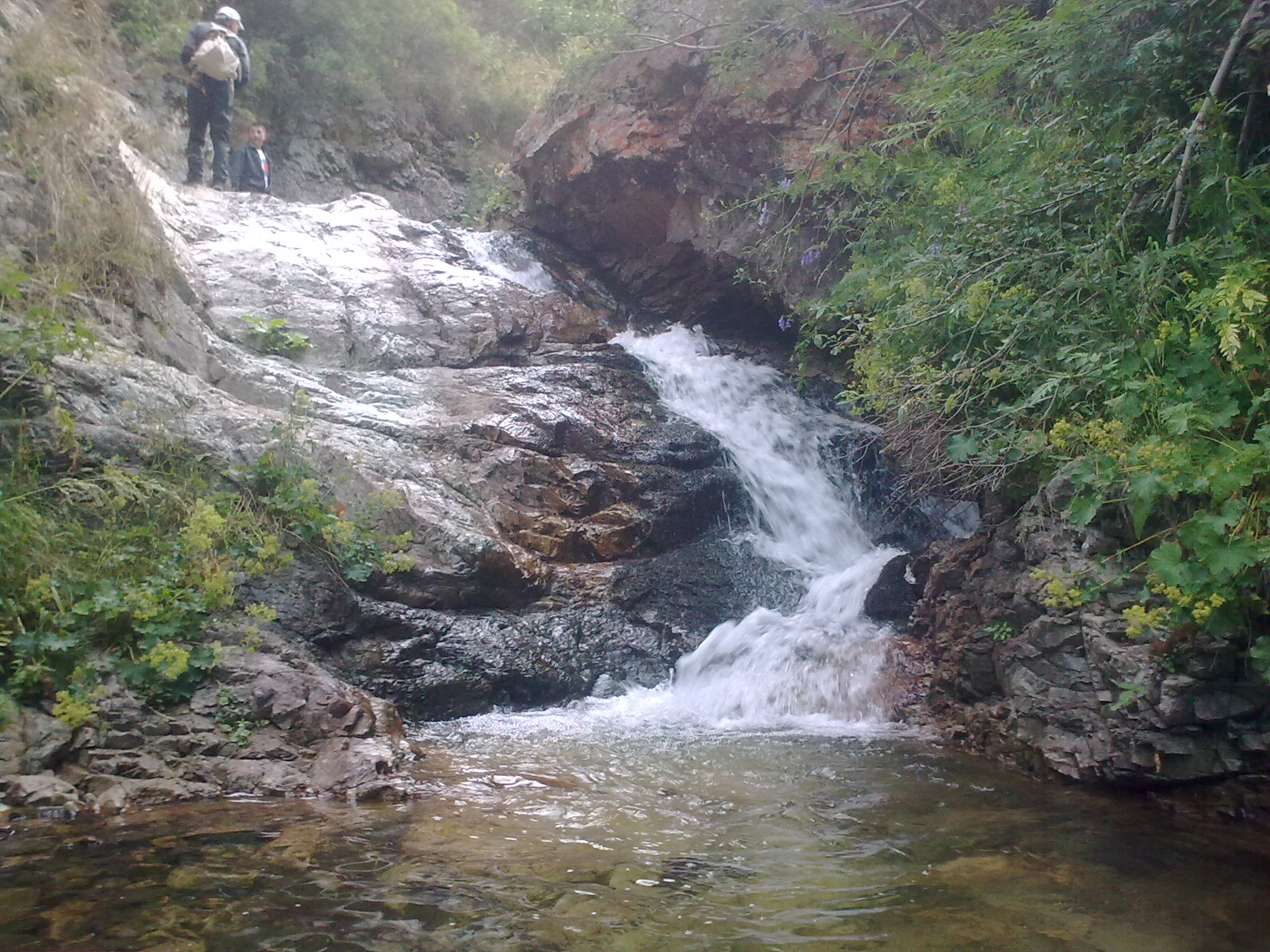
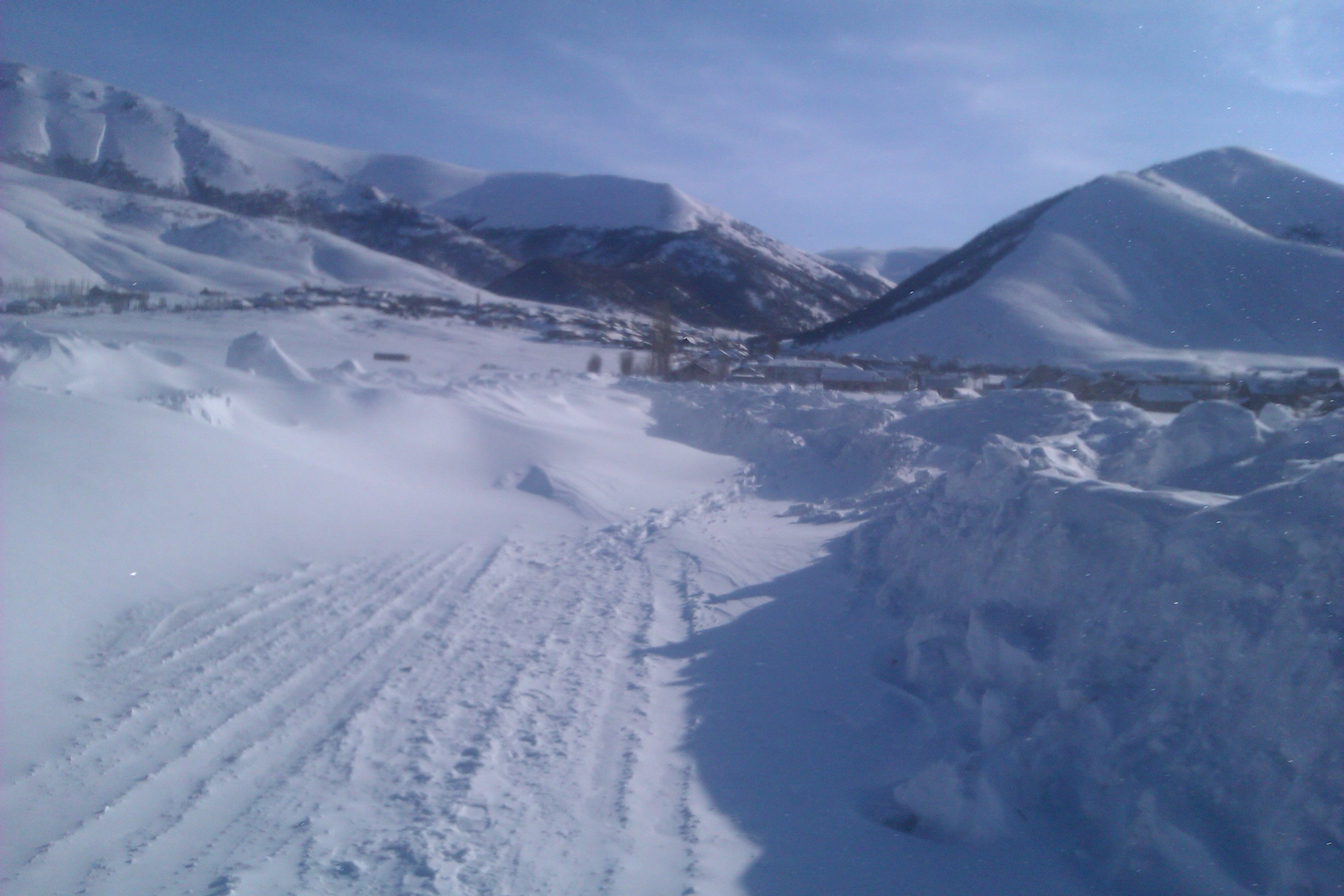
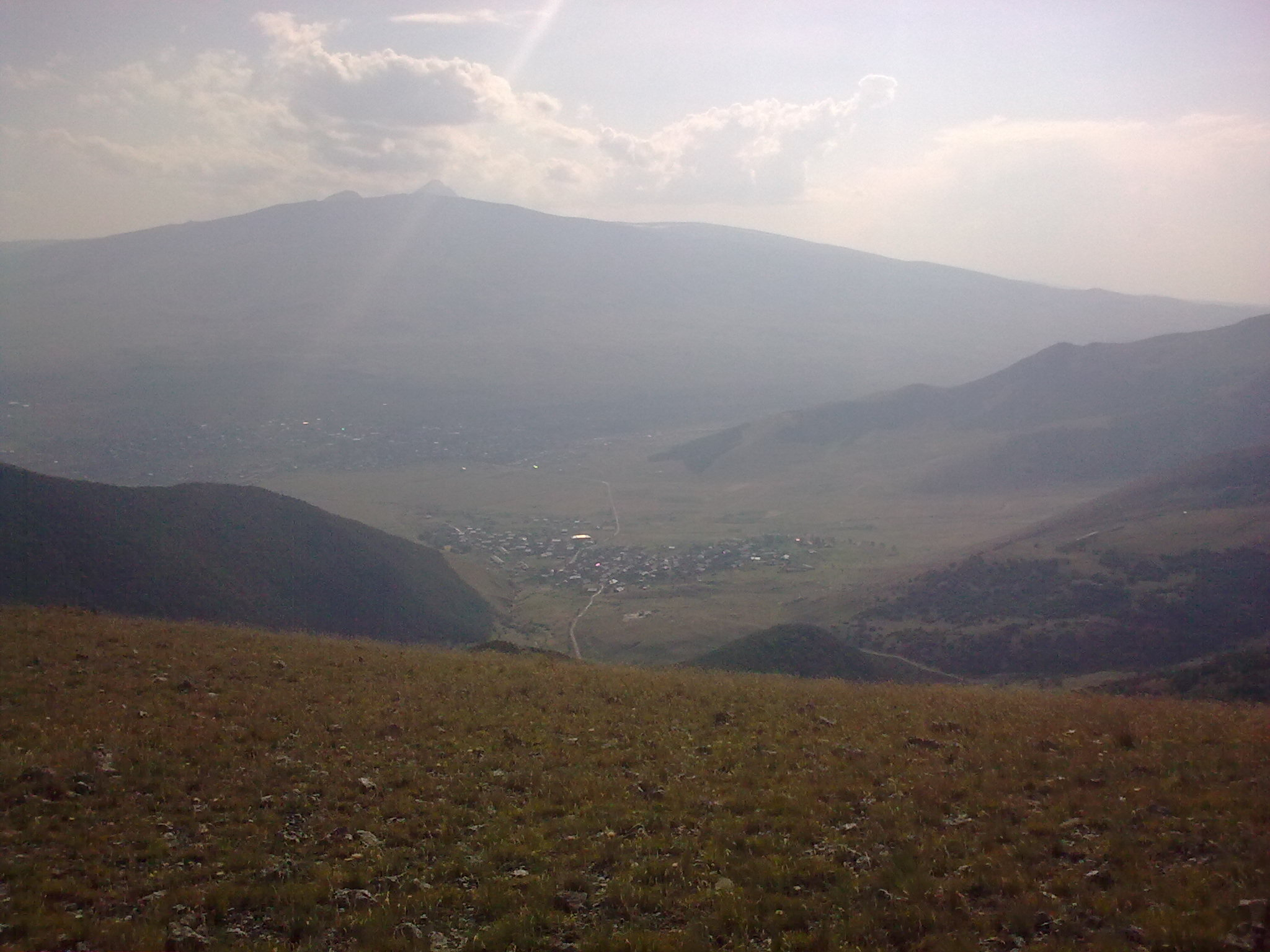
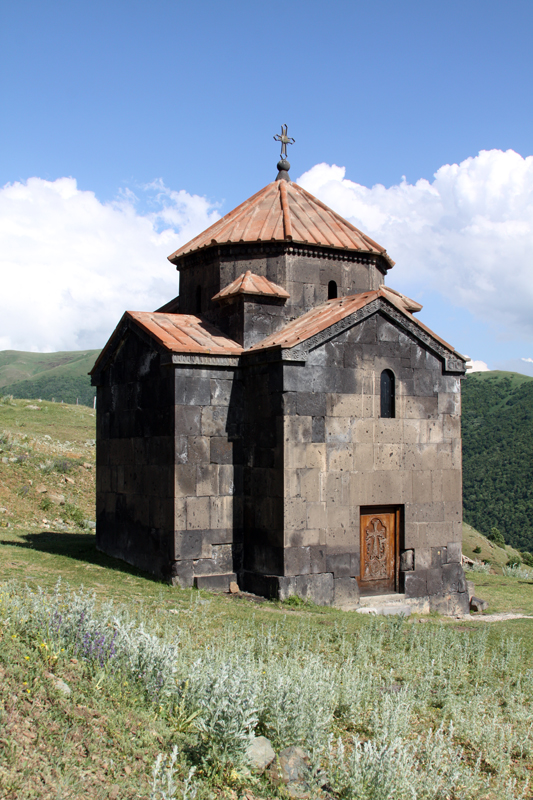